# Square Jacques-Antoine - Espace canin
Le square Jacques-Antoine - Espace canin est un square du 14e arrondissement de Paris.

## Situation et accès
Le square, formant un îlot dans la partie nord-ouest de la place Denfert-Rochereau, est l'un des trois espaces verts de la place, avec le square Claude-Nicolas-Ledoux au sud-ouest et le square de l'Abbé-Migne au sud-est.

## Historique
Le square est créé en 1896. Il porte le nom de l'architecte français Denis Antoine (1733-1801), concepteur de l'hôtel de la Monnaie.

## Caractéristiques
Le square prend une forme triangulaire. Avec 843 m2, le square Jacques-Antoine est l'un des plus petits espaces verts du 14e arrondissement : seuls le square aux Artistes, le jardin Campagne Première et le jardinet de la Rue-de-l'Amiral-Mouchez sont plus petits.
Il est planté d'arbres (marronniers communs et de cerisiers à fleurs de type Prunus cerasifera pissardii) et des buissons sont plantés sur son pourtour. Quelques bancs sont également disposés sur le tour du square.
Depuis le 1er janvier 2014, il est le premier « caniparc », espace vert réservé aux chiens en liberté, de Paris.

### Monument à Raspail

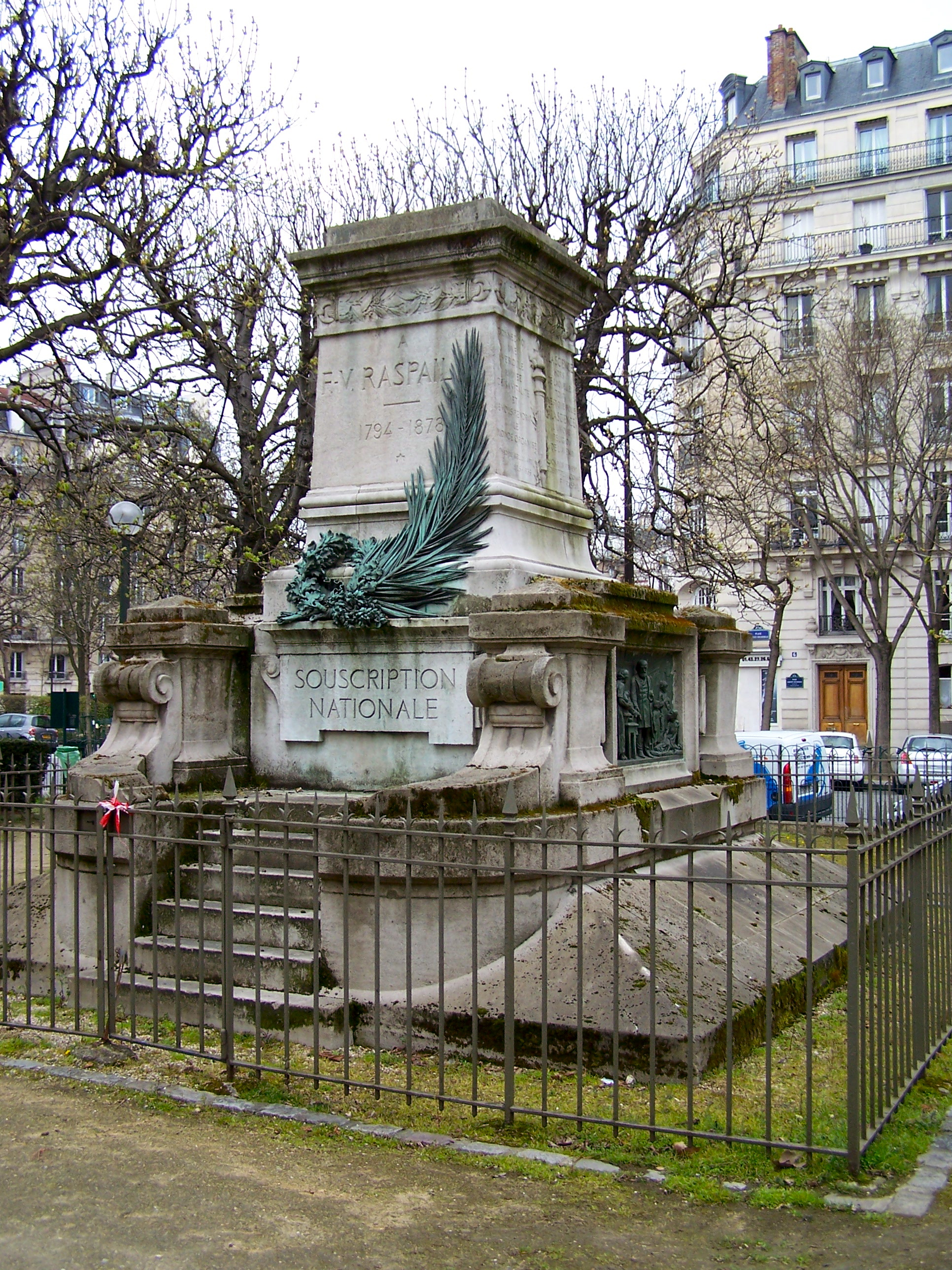
Socle du Monument à Raspail.

Le square abrite le socle d'un monument à la mémoire de l'homme politique français François-Vincent Raspail, réalisé en 1889 par le sculpteur Léopold Morice. De base carrée, le socle est un édifice en pierre portant les mentions « F. V. Raspail, 1794-1878 », ainsi que « souscription nationale ». La statue en bronze a été fondue sous l'Occupation. Il possède cependant toujours deux bas-reliefs en bronze, également créés par Léopold Morice et fondus par Thiébaut, qui sont intitulés : Raspail proclame la République à l'Hôtel de Ville et Raspail visitant un malade dans une mansarde. Le socle est entouré par une petite grille qui en protège l'accès.

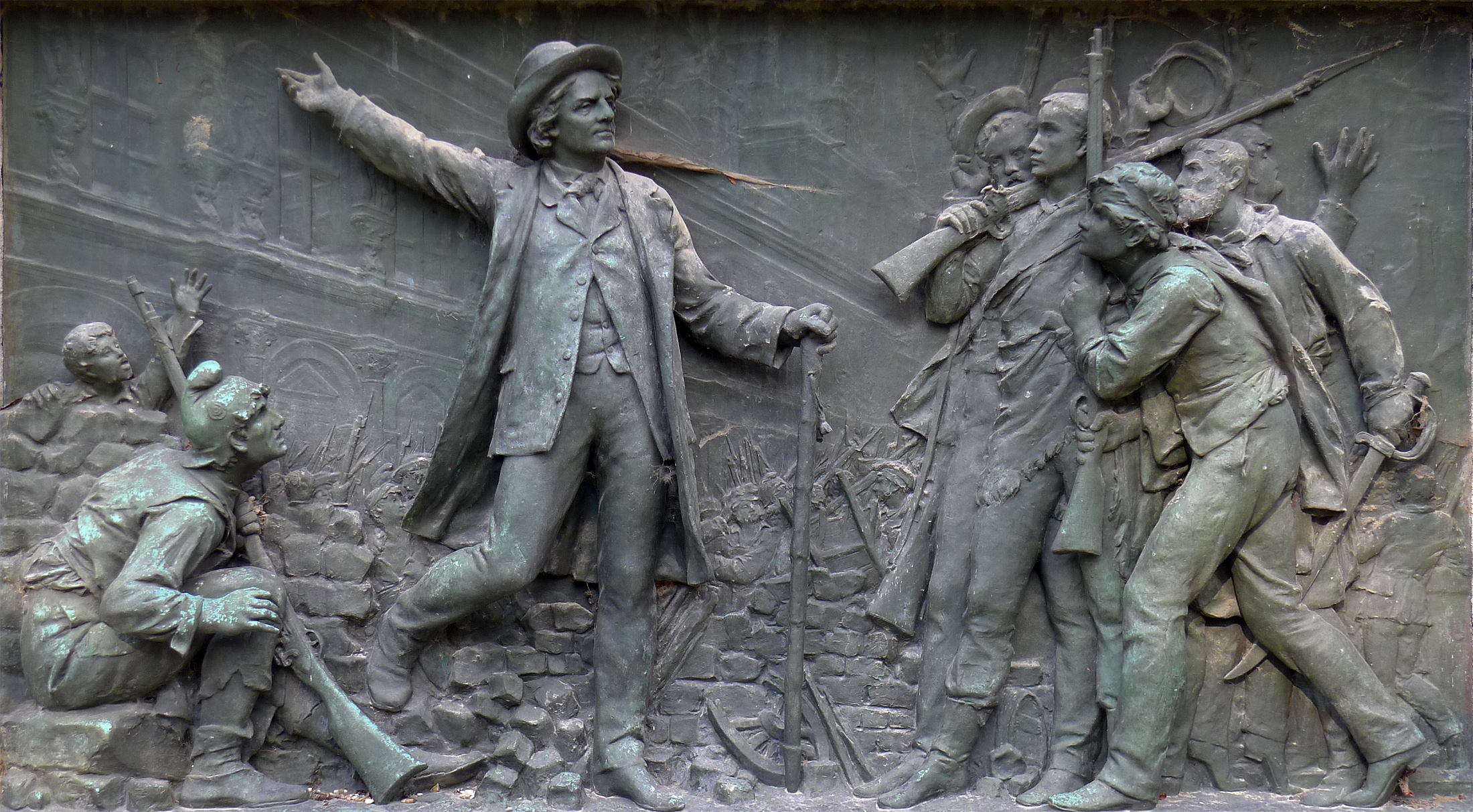
Bas-relief Raspail, le politique.
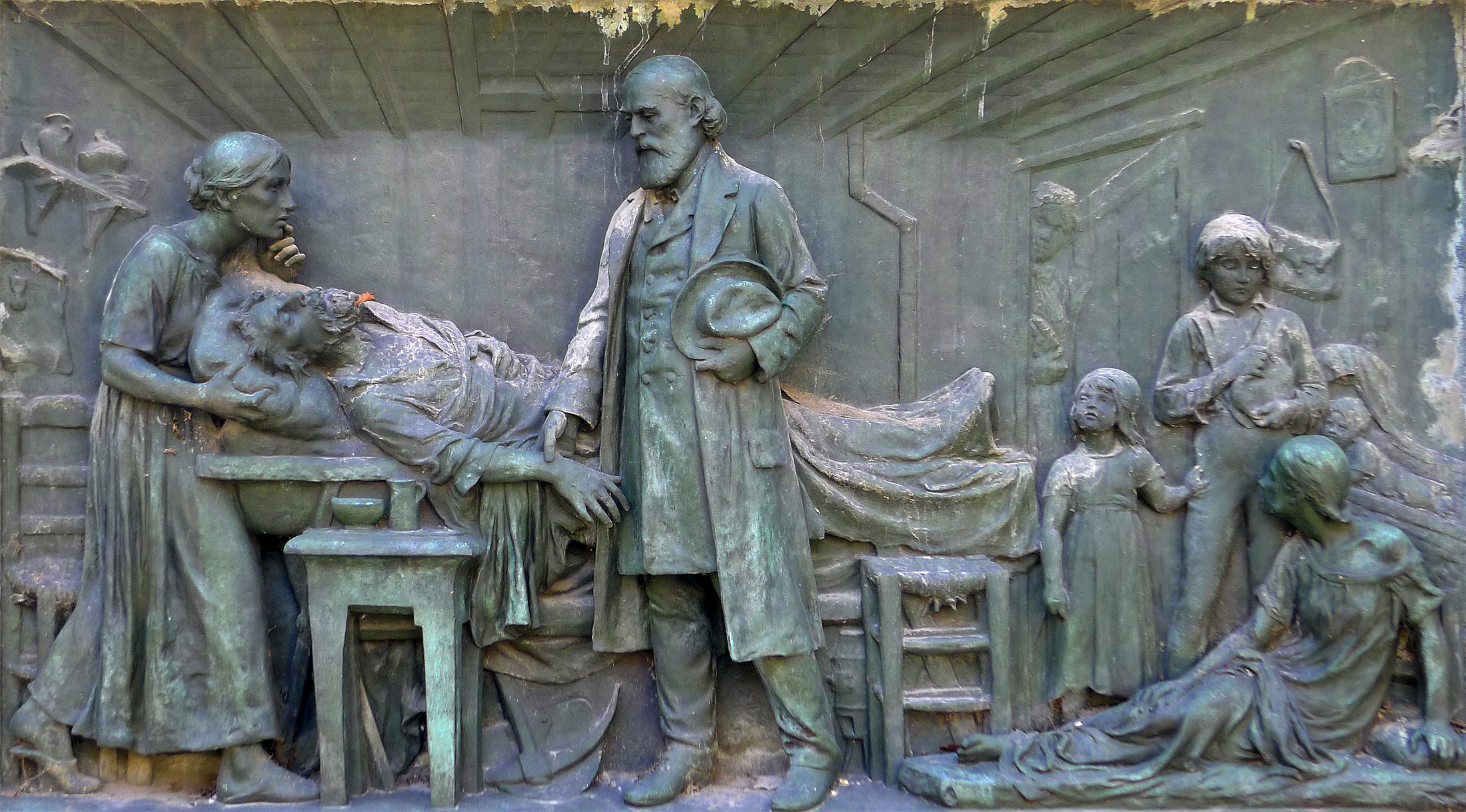
Bas-relief Raspail, le scientifique.